# Bibiana Steinhaus

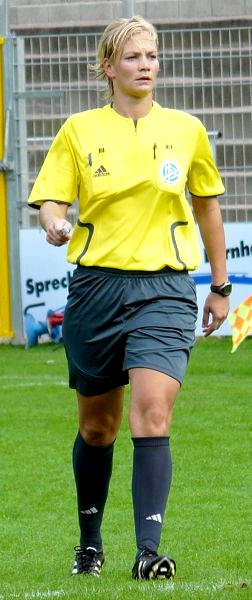
Bibiana Steinhaus 2008

Bibiana Steinhaus (Bad Lauterberg, Alemanya, 24 de març de 1979) és una àrbitra de futbol professional i inspectora en cap de la policia de la Baixa Saxònia. És l'única àrbitra en el futbol professional alemany, i des de la temporada 2107-18 arbitra en la Bundesliga.

## Carrera
És àrbitra professional des del 1999 de la lliga femenina del Campionat d'Alemanya, i des del 2005 és àrbitra internacional. Des de la temporada 2007-2008 ha estat l'única àrbitra que dirigeix partits en la segona divisió de la Bundesliga. La temporada 2017-18 debutarà com àrbitra de la Bundesliga.
A nivell internacional, Steinhaus ha dirigit partits de la Copa Mundial Femenina de Futbol sub-20 des de 2008, l'Eurocopa Femenina des de 2009, la Copa Mundial Femenina de Futbol de 2011 (incloent la final entre Estats Units i Japó) i el torneig femení dels Jocs Olímpics de 2012 (incloent-hi la final). El 2017, ha dirigit la final de la Lliga de Campions Femenina de la UEFA.
Abans de participar en els Jocs, va ser jugadora en equips de les divisions menors de la lliga alemanya, jugant com a defensora. Quan va deixar de jugar, va decidir seguir els passos del seu pare qui també va ser àrbitre de futbol. És coneguda per arbitrar usant solament un rellotge, que la distingeix dels altres àrbitres del futbol, que solen utilitzar-ne dos.

## Tornejos en categoria femenina

### Campionat d'Europa de 2009 a Finlàndia
| Grup C 25 d'agost de 2009 17:30 a Lahti                                        |   |         |             |
| Anglaterra                                                                     | - | Itàlia  | 1: 2 (1: 0) |
| Grup C, 28 d agost de 2009, 17:30 hores a Turku                                |   |         |             |
| Itàlia                                                                         | - | Suècia  | 0: 2 (0: 2) |
| 4 setembre 2009 quarts de final, les 20:00 hores a Hèlsinki (estadi de futbol) |   |         |             |
| Suècia                                                                         | - | Noruega | 1: 3 (0: 2) |

### Copa Algarve a Portugal
| Final 11 de març de 2009, a Far / Loulé (Estádio Algarve)             |   |              |                      |
| Suècia                                                                | - | Estats Units | 1: 1 (1: 0); 4: 3 IE |
| Final 9 de març de 2011, 17:00 hores, a Far / Loulé (Estádio Algarve) |   |              |                      |
| Islàndia                                                              | - | Estats Units | 2: 4 (2: 2)          |

### Copa del Món de 2011 a Alemanya
| Grup C, 28 d juny de 2011, 18ː30 h a Dresden |   |                |                                     |
| Estats Units                                 | - | Corea del Nord | 2: 0 (0: 0)                         |
| Grup D 6 de juliol de 2011 18:00 a Frankfurt |   |                |                                     |
| Guinea Equatorial                            | - | Brasil         | 0: 3 (0: 0)                         |
| Final 17 de juliol de 2011 20:45 a Frankfurt |   |                |                                     |
| Japó                                         | - | Estats Units   | 2: 1 E. i V. 2 N (1: 1, 0: 0) .., 3 |

### Jocs Olímpics de Londres 2012
| 28 juliol 2012 el Grup I, 14:30 a Cardiff |   |        |             |
| Nova Zelanda                              | - | Brasil | 0: 1 (0: 0) |
| Final de 9 d'agost, 2012, 19:45 a Londres |   |        |             |
| Estats Units                              | - | Japó   | 2: 1 (1: 0) |

### Campionat d'Europa 2013 a Suècia
| Grup A, 10 juliol de 2013, 20:30 a Göteborg (partit Oficial d'obertura) |   |           |             |
| Suècia                                                                  | - | Dinamarca | 1: 1 (1: 1) |
| Grup C, 15 de juliol de 2013, 18:00 Linköping                           |   |           |             |
| Anglaterra                                                              | - | Rússia    | 1: 1 (0: 1) |
| Quarts de Final 22 de juliol de 2013, 18:00 Kalmar                      |   |           |             |
| Noruega                                                                 | - | Espanya   | 3: 1 (2: 0) |

### Copa Mundial sub-20 2014 a Canadà
| Grup A 5 d'agost, 2014 20:00 a Toronto (Partit oficial d'obertura) |   |              |                              |
| Canadà                                                             | - | Ghana        | 0: 1 (0: 1)                  |
| Grup D 9 agost 2014 20:00 a Mont-real                              |   |              |                              |
| Paraguai                                                           | - | Costa Rica   | 2: 1 (1: 1)                  |
| Quarts de final 16 agost 2014 23:00 Toronto                        |   |              |                              |
| Corea del Nord                                                     | - | Estats Units | 1: 1 nV (1: 1, 0: 1) 3: 1 IE |

### Play-off Panamericans per al Mundial de 2015 a Canadà
| Partit d'anada 8 de novembre de 2014 a Quito |   |                   |      |
| Equador                                      | - | Trinitat i Tobago | 0: 0 |

### Copa del Món de 2015 a Canadà[2]
| Grup A 11 de juny de 2015 19:00 a Edmonton           |   |              |             |
| Canadà                                               | - | Nova Zelanda | 0: 0        |
| Segona ronda 20 de juny, l'any 2015 17:30 a Edmonton |   |              |             |
| Xina                                                 | - | Camerun      | 1: 0 (1: 0) |

### Torneig de classificació europea per als Jocs Olímpics de 2016
| 2 març 2016, 19:30 hores, a Rotterdam |   |        |             |
| Noruega                               | - | Suècia | 0: 1 (0: 1) |

## Reconeixements
- Àrbitre de l'Any de l'Associació Alemanya de Futbol: 2007, 2008, 2009, 2010 i 2011.
- Àrbitre de l'Any de la Federació Internacional d'Història i Estadística de Futbol: 2013 i 2014.
- Esportista de l'Any de Hannover: 2007